# Hibás Ron
A Hibás Ron (eredeti cím: Ron's Gone Wrong) 2021-es brit-amerikai számítógépes animációs sci-fi filmvígjáték, melynek rendezője Jean-Philippe Vine és Sarah Smith, társrendezője Octavio E. Rodriguez, forgatókönyvírója Peter Baynham és Smith. A főszerepet Zach Galifianakis, Jack Dylan Grazer, Olivia Colman, Ed Helms, Justice Smith, Rob Delaney, Kylie Cantrall, Ricardo Hurtado, Marcus Scribner és Thomas Barbusca alakítja. A Locksmith Animation első filmje, amelyet a 20th Century Studios forgalmaz, és ez lesz az első animációs film, amely a 20th Century Studios égisze alatt jelenik meg.
A filmet az Egyesült Királyságban a 2021-es BFI London Filmfesztiválon volt 2021. október 9-én, és a tervek szerint október 15-én, az Amerikai Egyesült Államokban október 22-én, míg Magyarországon egy nappal hamarabb, október 21-én mutatták be a mozikban.

## Cselekmény
A történet Barney-ról, egy esetlen középiskolásról és Ronról, az új, sétáló, beszélő, digitálisan összekapcsolt szerkezetéről szól. Ron meghibásodásai a közösségi média korának hátterében egy olyan utazásra indulnak, amelynek során megismerik az igazi barátságot.

## Gyártás
2017. október 12-én jelentették be, hogy a Locksmith Animation első filmje a Hibás Ron lesz. Alessandro Carloni és Jean-Phillipe Vine a film társrendezői, Peter Baynham és a Locksmith társalapítója, Sarah Smith pedig a forgatókönyvet írja. A DNEG digitális gyártási partnerként csatlakozott.  Baynhamet és Elisabeth Murdochot ugyanazon a napon nevezték ki Vezető producereknek.
A COVID-19 világjárvány idején az animációt és a szinkronszínészi munkát távmunkában végezték.
A film zenéjét Henry Jackman szerezte.
2021. augusztus 19-én jelentették be, hogy Liam Payne egy eredeti dalt készített a filmhez „Sunshine” címmel. A dal hivatalosan 2021. augusztus 27-én jelent meg.

## Bemutató
2017 októberében a filmet 2020. november 6-án tervezték bemutatni. 2019 novemberében a filmet eltolták 2021. február 26-ra. 2020 májusában a COVID-19 világjárvány miatt 2021. április 23-ra tették át. 2021. január 22-én tovább halasztották 2021. október 22-re. A film világpremierje a tervek szerint 2021. október 9-én lesz a BFI London Filmfesztiválon. A filmet 45 napig kizárólag a mozikban játsszák, mielőtt a digitális platformokra kerülne.
Ez lesz az egyetlen Locksmith-film, amelyet a 20th Century Studios forgalmaz, mivel a jövőbeni Locksmith animációs filmek forgalmazását a Warner Bros. Pictures fogja végezni, miután 2019-ben többéves gyártási szerződést kötöttek a stúdióval.

## Fordítás
- Ez a szócikk részben vagy egészben  a   Ron's Gone Wrong című angol Wikipédia-szócikk fordításán alapul.  Az eredeti cikk szerkesztőit annak laptörténete sorolja fel. Ez a jelzés csupán a megfogalmazás eredetét és a szerzői jogokat jelzi, nem szolgál a cikkben szereplő információk forrásmegjelöléseként.